# Jonathan Edwards (athlétisme)
Pour les articles homonymes, voir Edwards et Jonathan Edwards.
Jonathan David Edwards, né le 10 mai 1966 à Londres, est un athlète britannique spécialiste du triple saut. Champion olympique, champion du monde, champion d'Europe et champion du Commonwealth, il a remporté les quatre titres majeurs auxquels peut postuler un athlète du Royaume-Uni. Il détient l'actuel record du monde de la discipline depuis le mondial de Göteborg en 1995, compétition où il devient le premier athlète à dépasser les dix-huit mètres en conditions régulières avant d'améliorer une deuxième fois sa marque avec un saut à 18,29 m, un record du monde qui tient depuis 30 ans. Durant sa carrière, il aura figuré en tête des bilans mondiaux de 1995 à 2002, seul le Cubain Yoelbi Quesada interrompant cette série en 1997. Il est surnommé par certains médias « le Goéland », allusion au livre Jonathan Livingston le goéland.

## Carrière sportive

### Débuts
Bien que montrant des dispositions pour l'athlétisme, il consacre ses premières années aux études, facilitées par un excellent niveau intellectuel. Ce n'est qu'après l'obtention d'un diplôme de physique à l'université de Durham qu'il se destine à l'athlétisme en 1991.
Auparavant, il a toutefois fait ses premiers pas sur les pistes. Pour sa première participation aux Jeux olympiques, à Séoul en 1988, il échoue, avec 15,88 mètres, lors des qualifications. Meilleur Britannique de la discipline en 1989, il termine troisième de la Coupe du monde à Barcelone. L'année suivante, malgré une saison perturbée par une blessure à la hanche droite, il termine à la deuxième place lors des Jeux du Commonwealth de 1990 à Auckland.
Cependant, ses convictions religieuses (il est baptiste) le conduisent à ne pas disputer de compétition le dimanche. C'est ainsi qu'il manque les Championnats du monde d'athlétisme 1991 de Tokyo, les qualifications étant prévues le dimanche.
Sa deuxième tentative aux Jeux, lors des Jeux olympiques de Barcelone, se solde par une nouvelle élimination au niveau des qualifications, avec un essai à 15,76 mètres. En fin de saison, il remporte la première place lors de Coupe du monde à La Havane, compétition où l'équipe du Royaume-Uni termine à la deuxième place.
Sa saison suivante débute par une sixième place aux Mondiaux en salle de Toronto. L'événement principal de la saison estivale se situe à Stuttgart, qui abrite les Mondiaux. La décision de participer à ceux-ci, malgré un concours de qualification disputé le dimanche, s'est faite après de longues discussions avec son père vicaire, et après une profonde étude de la Bible. Lors de la finale, il remporte la troisième place, l'Américain Mike Conley remportant l'or.
En 1994, il dispute ses deuxièmes Jeux du Commonwealth. À Victoria, il remporte sa seconde médaille d'argent dans cette compétition. Mais sa saison est perturbée par le virus d'Epstein-Barr, responsable entre autres de la mononucléose.

### Records du monde

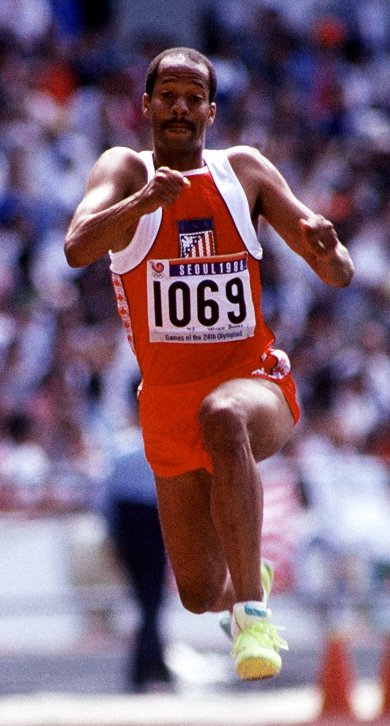
Jonathan Edwards bat le record du monde de Willie Banks en 1995.

Il commence la saison 1995 par deux premiers sauts au-delà des 18 mètres, avec 18,39 mètres puis 18,43 mètres, réalisés lors de la Coupe d'Europe, disputée à Villeneuve-d'Ascq. Ses sauts ne peuvent toutefois être homologués, en raison d'un vent favorable trop important (+ 2,4 m/s). Selon lui, « les sensations, l'équilibre, l'intensité de la performance qui a allié la technique à la vitesse » fait du dernier « le » saut parfait. Ce cloche et le premier saut ont été mesurés à 12,30 mètres (soixante centimètres de mieux que lors de son futur record de Göteborg). Puis, le 18 juillet, au meeting de Salamanque, il établit avec 17,98 mètres un nouveau record du monde, effaçant des tablettes le record de Willie Banks qui date de juin 1985.
Ces performances le placent comme le logique favori du concours du triple saut des mondiaux de Göteborg. Lors de son premier saut, il réalise 18,16 mètres, devenant ainsi le premier homme à officiellement dépasser la barrière des 18 mètres. Quelques minutes plus tard, lors de son deuxième essai, il réalise 18,29 mètres, dépassant une nouvelle barrière symbolique, celle des 60 pieds. Le cloche et le premier saut sont mesurés à 11,70 mètres. En un seul concours, il a fait progresser le record du monde de 31 centimètres. Le deuxième, le Bermudéen Brian Wellman, termine à 67 centimètres.
Il est également le logique favori des Jeux olympiques d'Atlanta, d'autant qu'il vient d'enchaîner une série de 22 victoires consécutives. Cependant, les espérances et la pression pèsent sur ses épaules et c'est complètement miné qu'il se présente aux Jeux. Au contraire de ses deux précédents concours olympiques, il parvient à se qualifier pour la finale. Lors de celle-ci, il manque ses deux premiers essais puis réalise 17,13 m et 17,88 m, ce qui le place à la deuxième place du concours, devancé par l'Américain Kenny Harrison qui le prive du titre en réalisant un saut de 18,09 mètres. Ce saut, record olympique, place alors l'Américain à la deuxième place des bilans mondiaux.
Lors du mondial de 1997, à Athènes, c'est le Cubain Yoelbi Quesada, avec un essai à 17,85 m, qui le prive d'un nouveau titre, Edwards réalisant pour sa part 17,69 m.
Edwards remporte un nouveau titre majeur avec le titre européen, obtenu lors des Championnats d'Europe 1998 à Budapest. Sa victoire est obtenue par un triple saut de 17,99 m.

### Champion olympique

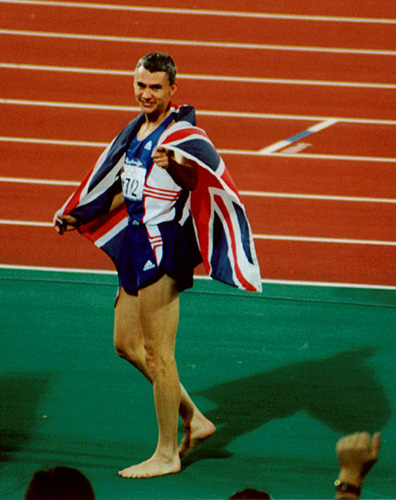
Jonathan Edwards aux Jeux olympiques d'été de 2000 à Sydney

Lors des championnats monde de Séville 1999, avec un saut de 17,48 m, il termine à la troisième place, devancé de 11 cm par l'Allemand Charles Friedek et de 1 cm pour la médaille d'argent par le Bulgare Rostislav Dimitrov.
En baisse de confiance en raison de résultats moyens en regard de son potentiel, il doit faire face, quelque temps avant les Jeux olympiques de Sydney, au décès de sa belle-mère, atteinte d'un cancer en phase terminale. Il se reproche son manque d'implication auprès d'elle, au profit de sa discipline. Toutefois, en accord avec sa femme, il décide de participer aux Jeux. Il doit également faire face à l'hostilité de l'équipe de natation du Royaume-Uni qui lui reproche une publication où il aurait qualifié les nageurs de « part-going medals no-hopers » ("médailles de consolation pour les perdants", traduction de Deepl). Lors de son troisième essai de la finale, il réalise 17,72 m et obtient son premier titre olympique, devançant le Cubain Yoel García et le Russe Denis Kasputin.
Sa saison suivante débute par une médaille d'argent aux Championnats du monde en salle de Lisbonne. Puis, en début de saison estivale, il remporte sa cinquième victoire en Coupe d'Europe, après 1995, 1996, 1997, 1998. L'année suivante, il remportera une sixième victoire. Lors des mondiaux d'Edmonton, il remporte son deuxième titre mondial, écrasant le concours avec un triple saut de 17,92 m, son principal concurrent, le Suédois Christian Olsson devant se contenter de 17,47 m.

### Fin de carrière
L'année suivante, il devient le quatrième athlète, avec Sally Gunnell, Linford Christie et Daley Thompson, à remporter les titres de champion olympique, champion du monde, champion d'Europe et champion du Commonwealth. Cette dernière victoire est obtenue lors des Jeux du Commonwealth de 2002 à Manchester, devançant son compatriote Phillips Idowu. Lors des Championnats d'Europe disputé à Munich, il remporte la médaille de bronze, devancé par Christian Olsson et l'Allemand Charles Friedek.
En 2003, il commence la saison en plein air fort tardivement, en réalisant la troisième performance mondiale de l'année, 17,61 m, au meeting de Gateshead ; ce qui constitue le meilleur concours de rentrée de toute sa carrière. Puis il remporte le meeting de Londres, avec une blessure à la cheville. Bien qu'il ait espéré terminer sa carrière aux Jeux d'Athènes, en raison de cette blessure, il annonce que sa dernière compétition sera les Championnats du monde 2003 de Paris-Saint-Denis. Ce dernier rendez-vous a failli ne pas avoir lieu, la Fédération française voulant interdire sa présence, en raison d'un contrôle positif à la morphine en 2002. Or ceci est dû à un traitement à la codéine, traitement légalement signalé à l'IAAF. Avec un saut à 16,94 m lors des qualifications, il parvient à entrer en finale. Mais, lors de celle-ci, submergé par l'émotion, sa cheville droite encore endolorie, il abandonne après deux sauts, le premier non achevé à 14,06 m et le second à peine plus abouti à 16,31 m. Avant de quitter le concours, Christian Olsson, le successeur qu'il s'est choisi, le prend dans ses bras et ils échangent quelques mots,.

## Palmarès
| Date | Compétition                    | Lieu       | Résultat | Performance  |
| ---- | ------------------------------ | ---------- | -------- | ------------ |
| 1989 | Coupe du monde des nations     | Barcelone  | 3e       | 17,28 m      |
| 1990 | Jeux du Commonwealth           | Auckland   | 2e       | 16,93 m      |
| 1992 | Coupe du monde des nations     | La Havane  | 1er      | 17,34 m      |
| 1993 | Championnats du monde          | Stuttgart  | 3e       | 17,44 m      |
| 1994 | Jeux du Commonwealth           | Victoria   | 2e       | 17,00 m      |
| 1995 | Championnats du monde          | Göteborg   | 1er      | 18,29 m (RM) |
| 1996 | Jeux olympiques                | Atlanta    | 2e       | 17,88 m      |
| 1996 | Finale du Grand Prix           | Milan      | 1er      | 17,59 m      |
| 1997 | Championnats du monde          | Athènes    | 2e       | 17,69 m      |
| 1998 | Championnats d'Europe en salle | Valence    | 1er      | 17,43 m      |
| 1998 | Championnats d'Europe          | Budapest   | 1er      | 17,99 m      |
| 1999 | Championnats du monde          | Séville    | 3e       | 17,48 m      |
| 2000 | Jeux olympiques                | Sydney     | 1er      | 17,71 m      |
| 2000 | Finale du Grand Prix           | Doha       | 1er      | 17,12 m      |
| 2001 | Championnats du monde en salle | Lisbonne   | 2e       | 17,26 m      |
| 2001 | Championnats du monde          | Edmonton   | 1er      | 17,92 m      |
| 2002 | Championnats d'Europe          | Munich     | 3e       | 17,32 m      |
| 2002 | Jeux du Commonwealth           | Manchester | 1er      | 17,86 m      |
| 2002 | Coupe du monde des nations     | Madrid     | 1er      | 17,34 m      |
| 2002 | Finale du Grand Prix           | Paris      | 2e       | 17,41 m      |
| 2003 | Championnats du monde en salle | Birmingham | 4e       | 17,19 m      |

## Statistiques

### Records
Reconnu pour son équilibre parfait lors de ses sauts, Jonathan Edwards a établi à trois reprises le record du monde du triple saut, les trois lors de l'année 1995. C'est d'abord le 18 juillet qu'il bat avec 17,98 m le record de Willie Banks. Puis lors des mondiaux de Göteborg, il réalise 18,16 m lors de son premier essai avant de battre son propre record une seconde fois lors de la même compétition en réalisant 18,29 m lors de son deuxième essai,.
Cette performance est toujours le record du monde de la spécialité.
Edwards détient bon nombre des meilleures performances de la discipline. Il détient également la meilleure performance réalisée avec un vent favorable, 18,43 m, performance établie lors de la Coupe d'Europe 1995.
| Distance | Vent | Athlète          | Date            | Lieu         |
| -------- | ---- | ---------------- | --------------- | ------------ |
| 18,29 m  | +1.3 | Jonathan Edwards | 7 août 1995     | Göteborg, CM |
| 18,21 m  | +0.2 | Christian Taylor | 27 août 2015    | Pékin, CM    |
| 18,16 m  | +1.3 | Jonathan Edwards | 7 août 1995     | Göteborg, CM |
| 18,11 m  | +0.8 | Christian Taylor | 27 mai 2017     | Eugene       |
| 18,09 m  | -0.4 | Kenny Harrison   | 27 juillet 1996 | Atlanta, JO  |
| 18,08 m  | +0.0 | Pedro Pichardo   | 28 mai 2015     | La Havane    |
| 18,06 m  | +0.8 | Pedro Pichardo   | 15 mai 2015     | Doha         |
| 18,06 m  | +1.1 | Christian Taylor | 9 juillet 2015  | Doha         |
| 18,04 m  | +0.3 | Teddy Tamgho     | 18 août 2013    | Moscou, CM   |
| 18,04 m  | +0.8 | Christian Taylor | 15 mai 2015     | Doha         |
| 18,01 m  | +0.4 | Jonathan Edwards | 9 juillet 1998  | Oslo         |

JO : Jeux olympiques
CM : Championnats du Monde

### Meilleures performances de l'année
| Année | Distance | Vent | Date              | Lieu           | Rang |
| ----- | -------- | ---- | ----------------- | -------------- | ---- |
| 1989  | 17,28 m  |      | 9 septembre 1989  | Barcelone      | 11e  |
| 1990  |          |      |                   |                |      |
| 1991  | 17,43 m  |      | 22 juin 1991      | Carlisle       | 8T   |
| 1992  | 17,34 m  |      | 26 septembre 1992 | La Havane      | 6T   |
| 1993  | 17,44 m  |      | 16 août 1993      | Stuttgart (CM) | 6e   |
| 1994  | 17,39 m  |      | 12 juin 1994      | Sheffield      | 8e   |
| 1995  | 18,29 m  |      | 7 août 1995       | Göteborg (CM)  | 1er  |
| 1996  | 17,88 m  |      | 27 juillet 1996   | Atlanta (JO)   | 2e   |
| 1997  | 17,74 m  |      | 22 juin 1997      | Munich         | 2e   |
| 1998  | 18,01 m  |      | 9 juillet 1998    | Oslo           | 1er  |
| 1999  | 17,52 m  |      | 28 juillet 1999   | Lahti          | 2e   |
| 2000  | 17,71 m  |      | 25 septembre 2000 | Sydney (JO)    | 1er  |
| 2001  | 17,92 m  |      | 6 août 2001       | Edmonton (CM)  | 1er  |
| 2002  | 17,86 m  |      | 28 juillet 2002   | Manchester     | 1er  |
| 2003  | 17,61 m  |      | 13 juillet 2003   | Gateshead      | 3e   |

JO : Jeux olympiques
CM : Championnat du monde
T : rang partagé

## Distinctions personnelles
En 1995, son titre de champion du monde et ses trois records du monde lui valent de nombreuses récompenses. La rédaction sportive de la BBC le récompense du titre de Sportif de l'année. En France, le journal sportif L'Équipe le nomme champion des champions mondiaux.
La même année, l'Association internationale des fédérations d'athlétisme (IAAF) le récompense du trophée IAAF de l'athlète de l'année.
Il est également nommé Athlète européen de l'année en 1995 et 1998 par l'Association européenne d'athlétisme (AEA ou plus connu sous le sigle EAA, pour « European Athletic Association »).
En 2000, peu après les jeux de Sydney, il est élevé au rang de commandeur dans l'Ordre de l'Empire britannique (CBE).
Sa capacité à révolutionner la discipline lui a valu le surnom de « Goéland », allusion au livre Jonathan Livingston le goéland de Richard Bach,.

## Reconversion
En 2004, il rejoint la liste des consultants de BBC Sport pour les compétitions d'athlétisme.
En 2005, il est nommé au « London Organising Committee for the Olympic Games » (LOCOG: comité d'organisation des jeux de Londres) en tant que représentant des athlètes.
En 2008, cette mission est complétée par un titre de vice-président du « Nations and Regions Group ».

## Vie personnelle
Au début Jonathan Edwards refusait de concourir le dimanche à cause de ses croyances baptistes. Une position de principe qui lui a valu de ne pas pouvoir concourir aux championnats du monde de 1991. Cependant en 1993, après discussion et délibération avec son père vicaire, il décide de concourir le dimanche car si Dieu lui a donné un talent, c'est pour l'exercer.
En 2007, dans une interview, il avoue sa perte de foi : « When you think about it rationally, it does seem incredibly improbable that there is a God » (« Si vous y pensez rationnellement, il semble hautement improbable qu'il existe un Dieu »).